# Coelorinchus horribilis
Coelorinchus horribilis es una especie de pez de la familia Macrouridae en el orden de los Gadiformes.

## Morfología
• Los machos pueden llegar alcanzar los 35 cm de longitud total.

## Hábitat
Es un pez de aguas profundas que vive entre 906-1.142 m de profundidad.

## Distribución geográfica
Es un endemismo de Nueva Zelanda.